# Dion Dublin
Dion Dublin (ur. 22 kwietnia 1969 roku w Leicester) – angielski piłkarz występujący na pozycji napastnika, a w końcowym okresie swojej kariery grający również jako środkowy obrońca.

## Kariera klubowa
Dublin swoją karierę rozpoczynał w Norwich City. Z klubem tym w 1987 roku podpisał swój pierwszy zawodowy kontrakt, mimo to nigdy nie zagrał w seniorskiej drużynie Norwich. Z powodu braku gry w pierwszym składzie Dublin w 1988 roku trafił do klubu z niższej ligi - Cambridge United, w którym to występował przez kolejne 4 lata, z krótką przerwą na wypożyczenie do Barnet, gdzie zagrał jednak w tylko jednym spotkaniu. W latach 1992–1994 Dublin był zawodnikiem Manchesteru United. W klubie z Old Trafford był jednak tylko rezerwowym, dlatego w lecie 1994 roku trafił do Coventry City. W barwach Coventry w sezonie 1997/1998 został królem strzelców Premier League ex aequo z Chrisem Suttonem i Michaelem Owenem. Sezon 1998/1999 nie był dla nie już tak udany, gdyż zagrał tylko w 10 meczach ligowych, strzelając 3 bramki. W 1999 roku Dublin trafił do Aston Villi, w której występował do 2004 roku, z przerwą na wypożyczenie do Millwall w 2002 roku. W 2004 trafił na zasadzie wolnego transferu do Leicester City, które występowało wtedy w Football League Championship. W sezonie 2005/2006 został wypożyczony do Celticu Glasgow. W latach 2006–2008 ponownie występował w Norwich City, po czym zakończył karierę.

## Kariera reprezentacyjna
Dublin czterokrotnie wystąpił w reprezentacji Anglii, w której zadebiutował 11 lutego 1998 roku w przegranym przez Anglię 0-2 meczu z Chile. Ostatni mecz w kadrze narodowej zagrał 18 listopada 1998 roku w wygranym 2-0 spotkaniu z reprezentacją Czech.